# Canaan

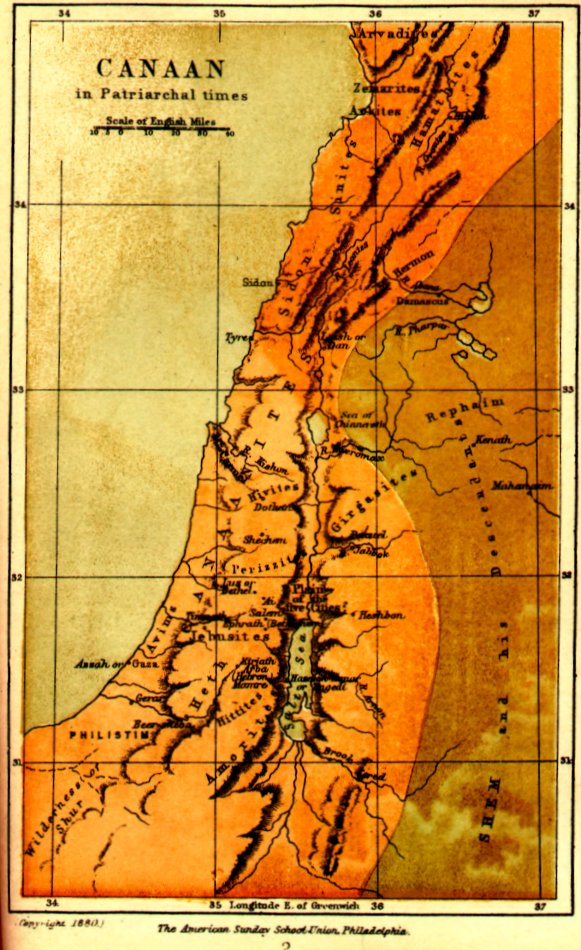
Harta Canaanului antic

Canaan sau Kanaan a fost un teritoriu situat în sud-estul Mării Mediterane, aflat la sudul și în prelungirea ținutului locuit de fenicieni. Acest teritoriu a fost populat în antichitate, o perioadă de timp, de canaaniți. Teritoriul, inițial redus la coasta mării,  echivalează și cu "Țara Promisă" triburilor evreiești antice (Jos.13:1-4), cu Țara lui Israel și cu Palestina sau Iudeea de mai târziu.

## Numele
Denumirea Canaan derivă din onomasticul Kna'an sau Canaan, atribuit de genealogia biblică fiului lui Ham, nepotul lui Noe (Gen. 9:18, 10:15-19). Izvoarele egiptene redau numele țării în formele "Kan'na" și "Kinachi", cele babiloniene îl redau ideografic "MAR.TU", iar fonetic "Amurru" (Țara Amoriților), în timp ce în  textele asiriene apare și ca"Chatti" (Țara Hitiților).

## Poziția geografică
Inițial, Canaan-ul cuprindea doar zona de coastă. Concomitent cu expansiunea triburilor canaaniților spre est, granițele Canaan-ului s-au extins până pe Valea Iordanului și Marea Moartă, cuprinzând și Cisiordania  și Transiordania.
Canaanul se întindea de la poalele sudice ale munților Liban până la pustiul Sinai și de la țărmul Mării Mediterane până dincolo de Iordan la marginea pustiului arab, țara fiind împărțită în patru fâșii orientate nord-sud. Câmpia dinspre mare (Șaron și Șefela) era bine locuită din vechime și era traversată de drumul comercial ce unea Egiptul cu țările din Orientul Apropiat. Continuitatea câmpiei era întreruptă în partea nordică de muntele Carmel, spre nord rămânând izolată câmpia Izreel (Ezdraelon). Ținutul muntos din centru era compus din munții Naftali
 (Galileea), munții Efraim (Samaria) și munții Iuda (Iudeea), separați în nord prin valea Kișonului. Valea Iordanului tăia țara în două părți inegale printr-o vale adâncă, terminându-se la Marea Moartă. La est de Iordan se afla ținutul Basan (ebr.Bașan) (Hauran) renumit pentru agricultură, în partea centrală, un podiș în Galaad (ebr.Gilad) favorabil pășunatului, iar la sud este masivul muntelui Pisga, cu vârful Nebo (ebr.Nevo).
Găsindu-se la intersecția a două continente, Canaanul se bucura de un comerț de tranzit ce aducea prosperitate, dar a atras și incursiunile străinilor asupra acestui ținut.

## Canaaniții
Canaaniți este de fapt și numele vecinilor fenicieni de la nord (denumirea "fenicieni" este de origine grecească), un popor semitic care s-a distins mai mult prin porturile sale și prin activitatea sa de marinari, meșteri și comercianți, precum și mai ales prin expedițiile și colonizarea în bazinul Mediteranei, uneori chiar și în afara acestuia. Populație de limbă semită, canaaniții  s-au stabilit în zonă probabil spre mijlocul mileniului al III-lea î.e.c., în jurul anului 2500. Canaaniții conțineau mai multe popoare, inclusiv amoriții,  jebusiții, arakiții, siniții, aradiții și samareii, toate seminții urmașe ale lui Ham (ebr. Cham) dupa genealogia tradițională  biblică (Gen. 10:15-19). Prezența lor în Canaan este atestată deja în jurul anului 2000 a. Chr. Canaaniții au fondat o serie de orașe-state, în vecinătatea cărora, ulterior, filistenii au ridicat localitățile Asdod (ebr.Ashdod) și Ekron. Potrivit informațiilor relatate de inscripțiile de la Alalah, în secolul al XVIII-lea țara "Amurru" făcea parte din Siria. Între anii 1500-1380 a. Chr. teritoriile canaanite au fost incluse în statul egiptean, iar ceva mai târziu, după 1380, părțile sale nordice au intrat la un moment dat în  sfera autorității hitite. Potrivit relatărilor conținute în scrisorile de la Amarna, capitala provinciei egiptene a Canaan-ului se afla la Gaza. În primele decenii ale secolului al XIII-lea Egiptul își impune autoritatea militară și politică asupra teritoriului dintre Mediterană și Valea Iordanului, anexând și părțile sudice ale Siriei. Spre sfârșitul secolului al XIII-lea dominația orașelor-state canaanite, aflată în decădere, ar fi fost anihilată conform miturilor biblice de atacurile triburilor israelite conduse de Iosua (ebr. Yehoshua bin Nun). Conform Ann E. Killebrew (2005), „Cei mai mulți cercetători de azi acceptă faptul că majoritatea poveștilor despre cuceriri din Cartea lui Iosua sunt lipsite de realitate istorică”. În 2020 ea scria că, în timp ce descoperirile arheologice de la Hazor și altarul de la Muntele Ebal și câteva elemente literare sugerează că Cartea lui Iosua ar putea păstra unele amintiri reale ale istoriei timpurii a Israelului în Canaan, „există un consens că oricare ar fi sursele ei, indiferent de relatarea orală sau scrisă, povestirea cuceririi Canaanului este problematică din punct de vedere istoric și ar trebui tratată cu prudență.” În fine, spre mijlocul secolului al XII-lea, după 1177, Canaan-ul este invadat de „popoarele mării”, sintagmă prin care trebuie identificați mai ales filistenii. Aceștia i-au respins spre nord și est pe canaaniți, ocupând și așezările lor fortificate, incluse acum în Palestina (ebr. Peleshet). Conform istoricilor mainstream canaaniții au dispărut pentru că au devenit evrei (descendenții canaaniților au fost israeliții). Consensul actual este ca israeliții nu au cucerit Canaanul.
Din punct de vedere genetic, evreii sunt descendenții canaaniților.

## Religia
Canaaniții au avut o religie politeistă practic identică cu cea a fenicienilor, poporul vecin din nord. Principalele lor divinități au fost: 
- El
- Baal
- Dagon
- Asera sau Asherah
- Astarte sau Ashtaroth
- Anath

Temple sau lăcașuri de cult dedicate acestor divinități au fost descoperite la Meghido, Lahish, Sihem, precum și în Siria: la Qatna, Alalah și Ugarit.